# Izydor Borowski
Izydor Borowski (in persiano ایزیدر بروسکی‎) (Vilnius, 1770/1776 – Herat, 24 giugno 1838) è stato un militare polacco. Fu un generale al servizio della dinastia Qajar, noto per il suo ruolo nella modernizzazione dell'esercito persiano.

## Gioventù
Borowski nacque a Vilnius, nella Confederazione polacco-lituana. Secondo Herman Rosenthal e Peter Wiernik (in Jewish Encyclopedia), Borowski fornì differenti versioni sulla sua ascendenza, dichiarando di essere il figlio illegittimo del principe Radziwiłł, oppure di un nobile polacco, e di una donna ebrea. È possibile che suo fratello fosse lo storico della letteratura Leon Borowski (1784-1846). Le fonti sulla sua gioventù sono contrastanti. Secondo Bo Utas (in Encyclopædia Iranica), fu costretto a fuggire in Inghilterra "presumibilmente" durante la terza spartizione della Polonia, oppure lasciò la Polonia nel 1793. Janusz Fedirko (su Alma Mater, una pubblicazione dell'Università Jagellonica), sostiene invece che partecipò all'insurrezione di Kościuszko del 1794, per poi tornare in patria.

## Carriera militare
Secondo Utas, Borowski si recò in Inghilterra, poi prestò servizio in Sudafrica e nell'India britannica. Fedirko non fa invece alcun riferimento a viaggi in Inghilterra, Africa o India, ma sostiene che nel 1797 Borowski si unì alle legioni polacche in Italia e fece parte del contingente polacco inviato nel 1802 a sedare la rivoluzione di Haiti. Come molti polacchi che non amavano combattere contro movimenti indipendentisti, disertò e si unì ai Fratelli della Costa. Intorno al 1805-1806 si unì a un gruppo di indipendentisti sudamericani guidati da Francisco de Miranda per liberare il Venezuela dalla Corona Spagnola. Intorno al 1810, divenne uno dei luogotenenti più fidati di Simón Bolívar. Fu uno dei comandanti di Bolívar durante la campagna per la liberazione della Nuova Granada del 1819-1820, distinguendosi nella traversata delle Ande, nella battaglia di Boyacá e, nel 1821, nella battaglia di Carabobo. Dopo la fondazione della Grande Colombia, visse a Bogotà per almeno due anni, finché gli intrighi politici non lo spinsero a lasciare il Sud America. Visitò gli Stati Uniti e poi si recò in Medio Oriente, dove lavorò per Muhammad Ali d'Egitto e insegnò matematica e inglese.
Utas afferma che in un momento imprecisato si trasferì in Persia su richiesta dell'allora principe ereditario Abbas Mirza. Secondo Fedriko, Borowski sollecitò l'intervento dela Persia nella rivolta di novembre del 1830-1831. Fu presto in buoni rapporti sia con lo scià Fath Ali Shah Qajar sia con il principe ereditario. Scalò con successo i ranghi dell'esercito persiano e giocò un ruolo fondamentale nella sua modernizzazione. In seguito fu promosso al grado di generale. Secondo Fedriko ricevette le cariche, i titoli o le funzioni di visir ed emiro.
Borowski fu quindi al servizio del figlio di Abbas Mirza, Mohammad Mirza (il futuro scià Muhammad Shah Qajar), comandante in capo delle forze persiane che assediavano Herat nel 1833. Alla morte di Abbas Mirza (1833) e di suo padre Fath Ali Shah (1834), Borowski rimase fedele a Mohammad Mirza e si unì a lui nella conseguente guerra di successione. Qualche tempo dopo, Borowski, Qahreman Mirza (un altro figlio di Abbas Mirza) e Masoud Mirza riuscirono a sconfiggere le incursioni dei ribelli uzbeki e turkmeni nel Khorasan.

## Morte ed eredità
Borowski prestò poi servizio nell'assedio di Herat del 1837-1838. Secondo Fedriko, assunse sul campo il ruolo di comandante in capo delle forze persiane, poiché i comandanti persiani erano in lite tra loro e l'esercito aveva il morale basso. Durante l'assedio, mentre guidava personalmente un assalto alle fortificazioni nemiche, fu mortalmente ferito all'addome da un proiettile. Morì non molto tempo dopo.
Fu sepolto nel cimitero armeno di Nuova Julfa (il quartiere armeno di Isfahan). L'iscrizione in francese sulla sua tomba indica come data di morte il 24 giugno 1838. Un amico che prestava servizio nell'esercito persiano, un italiano di nome Barthélémy Semino, sposò la vedova di Borowski (una donna armena di Nuova Julfa) e, a quanto pare, si prese cura anche dei suoi figli. Secondo le fonti, Borowski aveva accumulato considerevoli ricchezze negli anni in cui prestò servizio in Persia. Quando fu aperto il testamento, che era in possesso di Aleksander Chodźko, console russo a Rasht, sembra che la maggior parte di queste ricchezze fosse però scomparsa.
Secondo Utas due figli sopravvissero a Borowski. Il primo, Stanisław, divenne insegnante presso la scuola Dar-ol Fonoun e morì a Teheran nel 1898. Il secondo entrò al servizio del governo persiano, ma si suiciderà poco tempo dopo. Fedriko invece cita solo Antoni Radziwiłł-Borowski, che divenne anch'egli generale al servizio della Persia e partecipò alla guerra anglo-persiana e all'assedio di Herat del 1856.